# Stella (Biermarke)

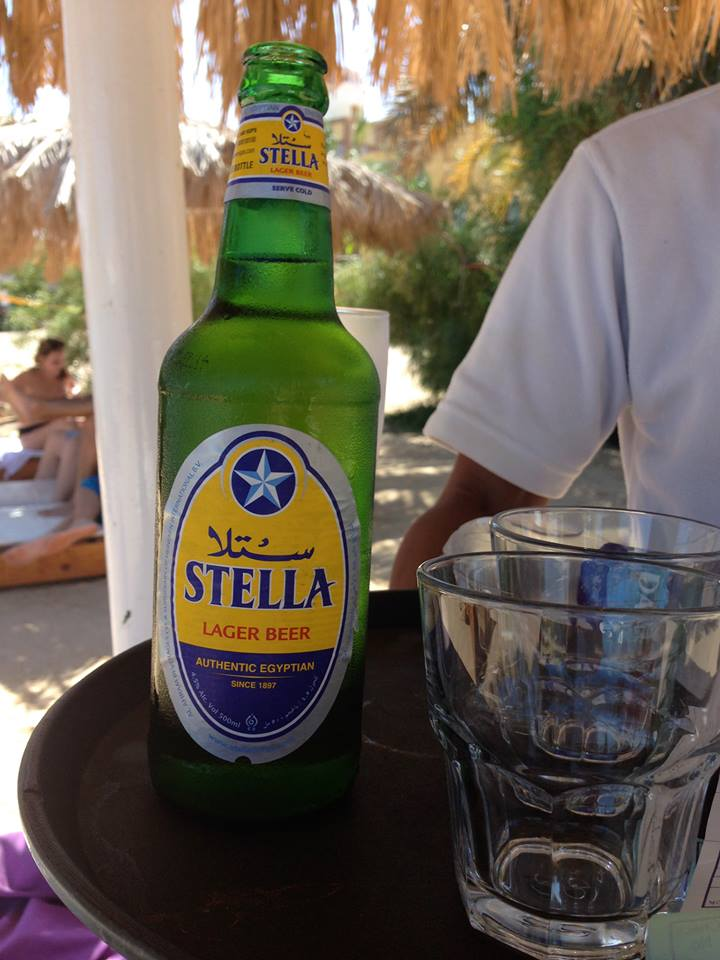
Stella-Bier

Stella (arabisch ستلا) ist eine Biermarke, die seit 1897 produziert wird. Sie ist eine von drei Biermarken ägyptischer Biere.

## Geschichte
1897 wurde die Crown Brewery Company of Cairo in Belgien gegründet. Weil es eine ältere Brauerei gleichen Namens in Alexandria gab, wurde im Jahr darauf ihr Name in Société Anonyme Brasserie des Pyramides geändert. Jahrzehntelang hatte sie ihren Sitz in einem fortähnlichen Gebäude, das das Viertel Bein Al-Sarayat in Gizeh dominierte und bis heute existiert.
Zunächst wurde das Bier mit Nilwasser gebraut. Da dieses jedoch nicht dem notwendigen Standard entsprach, wurde später Grundwasser genutzt. Bis 1906 wurde das Geschäft ausgebaut, und die Brauerei konnte ihre Umsätze stetig steigern. In Kairo betrieb sie 34 Ausschankgaststätten. In den 1920er Jahren fusionierte sie mit der türkischen Brauerei Bomonti. Während des Zweiten Weltkriegs verzeichnete das Unternehmen wachsende Umsätze aufgrund der Nachfrage durch die Angehörigen der ausländischen Streitkräfte, die sich in Ägypten aufhielten.
Nach dem Militärputsch in Ägypten 1952 und der Absetzung von König Faruq wurde der bisherige Name der Brauerei Bomonti-Pyramids in die arabische Form Al-Ahram (= Pyramiden) geändert, und 1962 wurde sie wie alle privaten Unternehmen in Ägypten verstaatlicht. Das Unternehmen stellt auf seiner Internetseite fest, dass anschließend die Qualität des Bieres gelitten habe, weil man auf Zulieferungen aus der Sowjetunion und anderen sozialistischen Staaten angewiesen gewesen sei.
1997 wurde die Al Ahram Beverages Company (ABC) wieder privatisiert und ging an die Börse. Es folgten eine Kooperation mit der dänischen Brauerei Carlsberg und die Entwicklung einer neuen Biersorte, Stella Premium. Im Jahr 2002 wurde ABC von der niederländischen Brauerei Heineken, mit der man schon nach 1946 zusammengearbeitet hatte, für 360 Millionen Dollar erworben und trägt heute den Namen Al Ahram Beverages Company-Heineken Egypt. In früheren Jahren wurde oft die schwankende Qualität des ägyptischen Biers beklagt, das aber von Touristen schon immer gerne konsumiert wurde, da es in der Regel wesentlich billiger ist als importiertes Bier. Nach Übernahme durch Heineken konnte die Qualität jedoch verbessert werden, und 2011 gewann Stella den Goldenen Qualitäts-Award der Monde Selection, eines internationalen Instituts für Qualitätsselektionen mit Sitz in Brüssel.
ABC produziert heute an fünf verschiedenen Standorten in Ägypten und hat 2300 Mitarbeiter. Die Hauptproduktion befindet sich in El Obour, 35 Kilometer nordöstlich von Kairo, einer neu erbauten Satellitenstadt mit großem Gewerbegebiet in der Nähe des Flughafens. Zum Sortiment gehören inzwischen weitere Biermarken wie Sakara und Meister Max sowie Erfrischungsgetränke.

## Sorten

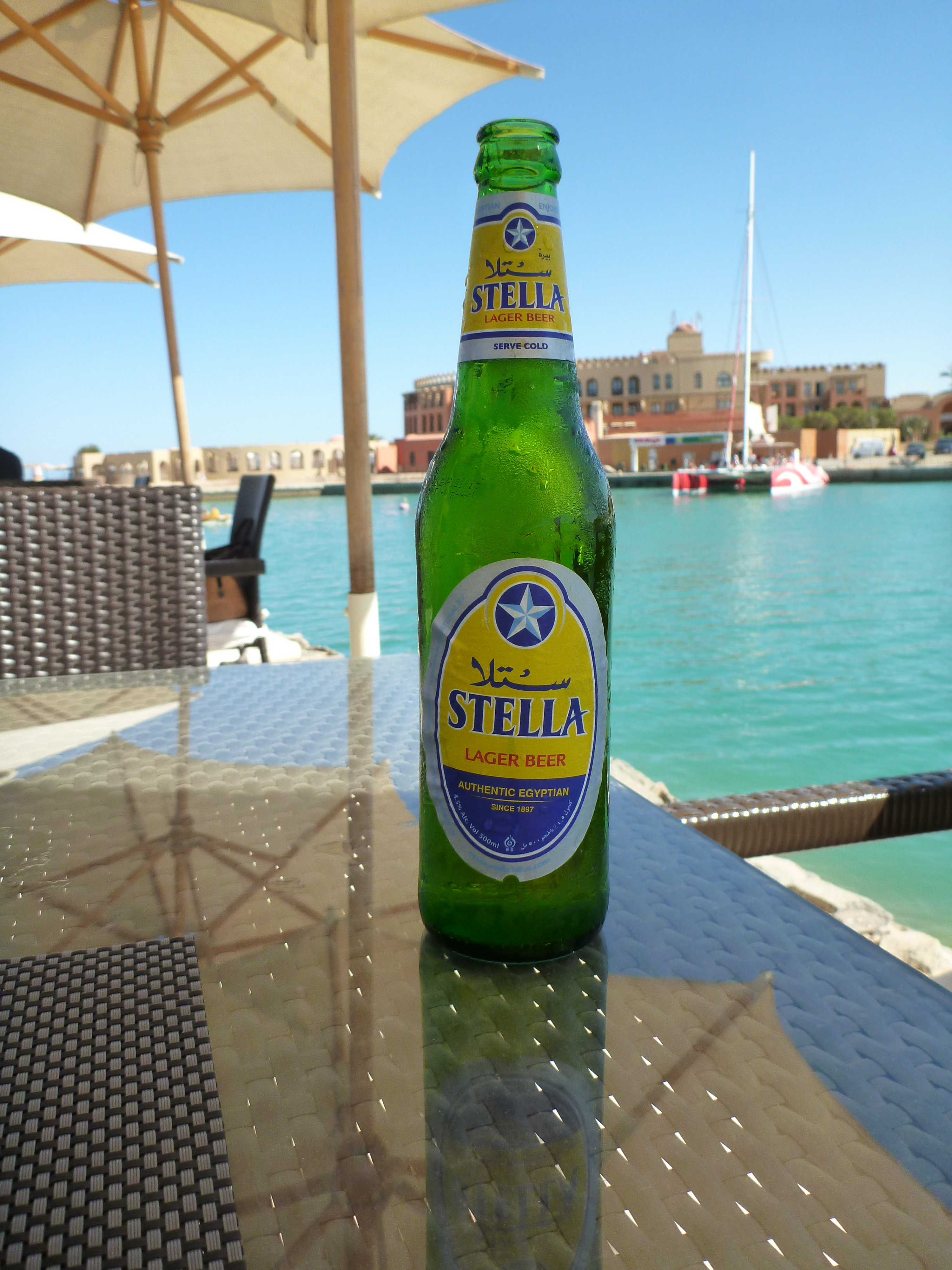
Flasche Stella-Lager-Bier in el-Guna

Es sind drei verschiedene Sorten von Stella auf dem Markt. Die beliebteste und älteste Sorte ist Stella local (auch Stella Lager), mit einem Alkoholgehalt von 4,5 Prozent und 17 International Bitterness Units (IBU). Stella export enthält 5,2 Prozent Alkohol und hat 20 IBU. Stella Premium ist ein starkes, dunkles Bier mit 6,4 Prozent Alkohol und 24 IBU. Das local sowie das export werden in Flaschen und Dosen verkauft, das Premium nur in Flaschen.